# 陳忠文
陳忠文（1965年11月—），中華民國陸軍中將，生於臺灣花蓮縣吉安鄉，籍貫雲南省，畢業於花蓮稻香國小光華分校、宜昌國中、陸軍官校56期（1987年班；76年班）、美國智庫大西洋理事會2006年班（95年），現任副參謀總長，曾任陸軍副司令、陸軍金防部指揮官、陸軍參謀長、陸軍花防部指揮官、陸軍官校校長、陸軍十軍團參謀長、陸軍馬防部參謀長、陸軍58砲指部指揮官、前參謀總長霍守業一級上將辦公室機要秘書、陸軍砲校學務處處長。

## 生涯
陳忠文中將出生於臺灣省花蓮縣。畢業於稻香國小光華分校、宜昌國中、中正預校、陸軍軍官學校正56期，並曾赴美國進修大西洋理事會2006年班。陳忠文於2013年1月1日晉升少將，並於2019年7月1日再晉升中將。

## 荣誉

### 中华民国勋章奖章
- 干城甲种二等奖章（2018年12月17日于高雄颁授[1]）